# 海尔斯
海尔斯（荷蘭語：Heers，法語發音：[ˈɦeːrs] ⓘ）是比利时弗拉芒大區林堡省通厄倫區的一个市镇，南与列日省接壤，通行荷蘭語，是弗拉芒社群的一部分，面积53.07平方千米，人口7,290人（2018年1月1日）。